# Candacia caribbeanensis
Candacia caribbeanensis is een eenoogkreeftjessoort uit de familie van de Candaciidae. De wetenschappelijke naam van de soort is voor het eerst geldig gepubliceerd in 1974 door Park.